# Georg Fröhlich
Georg Fröhlich (Rochlitz, 1988. március 17. –) német motorversenyző, legutóbb a MotoGP 125 köbcentiméteres géposztályában versenyzett.
A sorozatban eddig kilenc futamon indult, ezeken a legjobb eredménye egy tizennegyedik hely volt, amely két pontot jelentett számára.